# Sophus Wangøe
Sophus Wangøe (født 2. februar 1873 i København, død 28. juli 1943) var en dansk filmfotograf

## Filmografi
- Skæbnenatten (1923)
- Støvlet-Kathrine (1921)
- Hvorledes jeg kom til Filmen (1919)
- Gøglerbandens Adoptivdatter (1919)
- Solskinsbørnene (1919)
- Mod Lyset (1919)
- Det lille Pus (1919)
- Maharadjahens Yndlingshustru II (1919)
- Livets Omskiftelser (1919)
- Konkurrencen (1919)
- Han skal duellere (1919)
- Jefthas Datter (1919)
- Kærlighedens Hævn (1919)
- Dydsdragonen (1918)
- Mands Vilje (1918)
- Magasinets Datter (1918)
- En Fare for Samfundet (1918)
- Luksuschaufføren (1918)
- De skraa Brædder (1918)
- Hjerteknuseren (1918)
- Hendes Hjertes Ridder (1918)
- For Barnets Skyld (1918)
- Gar el Hama V (1918)
- Kammerpigen (1918)
- I Opiumets Magt (1918)
- Hendes stille Sværmeri (1918)
- Bunkebryllup (1918)
- Hun skriver paa Maskine (1918)
- Maharadjahens Yndlingshustru I (1917)
- Hotel Paradis (1917)
- Favoriten (1917)
- Hjertekrigen paa Ravnsholt (1917)
- Den ny Rocambole (1917)
- Midnatssolen (1916)
- Gar el Hama IV (1916)
- For sin Dreng (1916)
- Letsindighedens Løn (1916)
- Kornspekulantens Forbrydelse (1916)
- Blandt Samfundets Fjender (1916)
- Hendes Ungdomsforelskelse (1916)
- Lyset og Livet (1916)
- For hendes Skyld (1916)
- Det gaadefulde Væsen (1916)
- Malkepigekomtessen (1916)
- Mit Fædreland, min Kærlighed (1915)
- Doktor X (1915)
- Den sidste Nat (1915)
- For Lykke og Ære (1915)
- En Død i Skønhed (1915)
- Naar Hævngløden slukkes (1915)
- En Skæbne (1915)
- I Farens Stund (1915)
- Kvinden han frelste (1915)
- Om Kap med Døden (1915)
- Zigøjnerblod (1915)
- Moderen (1914)
- Amors Krogveje (1914)
- Et Kærlighedsoffer (1914)
- Arbejdet adler (1914)
- Hammerslaget (1914)
- Inderpigen (1914)
- Helvedesmaskinen (1914)
- Gar el Hama III (1914)
- Millionær for en Dag (1914)
- Den skønne Ubekendte (1914)
- Tøffelhelten (1914)
- Under Blinkfyrets Straaler (1913)
- Maleren Kristian Zahrtman i sit Atelier i sin Villa Casa d'Antino (1913)
- Lægens Bryllupsaften (1913)
- Frederik Buch som Soldat (1913)
- Hjælpen (1913)
- Døvstummelegatet (1913)
- Dramaet i den gamle Mølle (1913)
- Broder mod Broder (1913)
- Strejken paa den gamle Fabrik (1913)
- Den store Operation (1913)
- Den kvindelige Dæmon (1913)
- To Rivaler (1912)